# Mała Śnieżna Kopa
Mała Śnieżna Kopa (słow. Malá Snežná kopa, ok. 2310 m) – jedna z trzech Śnieżnych Kop w głównej grani Tatr Wysokich w ich słowackiej części. Od położonego po zachodniej stronie Zachodniego Żelaznego Szczytu oddziela ją przełęcz Zachodnie Żelazne Wrota, od położonej na wschodzie Pośredniej Średniej Kopy przełęcz Niżnia Śnieżna Ławka.
Mała Śnieżna Kopa ma dwa wierzchołki o mniej więcej tej samej wysokości. Z niektórych miejsc wyglądem przypomina sowę uszatą. Według Władysława Cywińskiego jest w całej głównej grani Tatr najtrudniejszym obiektem do zdobycia. Najłatwiejsze wejście od grani to III w skali tatrzańskiej. W. Cywiński, który przechodził przez nią w 2011 r. na szczycie znalazł liczne pętle zjazdowe. Obydwie ściany są dużo trudniejsze i dziewicze (nie zostały zdobyte przez taterników). Według W. Cywińskiego zdobycie tych ścian to problem na końcówkę XXI wieku, głównie ze względu na fatalny współczynnik wspinanie/podejście.
- Grań ze Wschodnich na Zachodnie Żelazne Wrota; maksymalne trudności IV, czas przejścia 1 godz.[2]

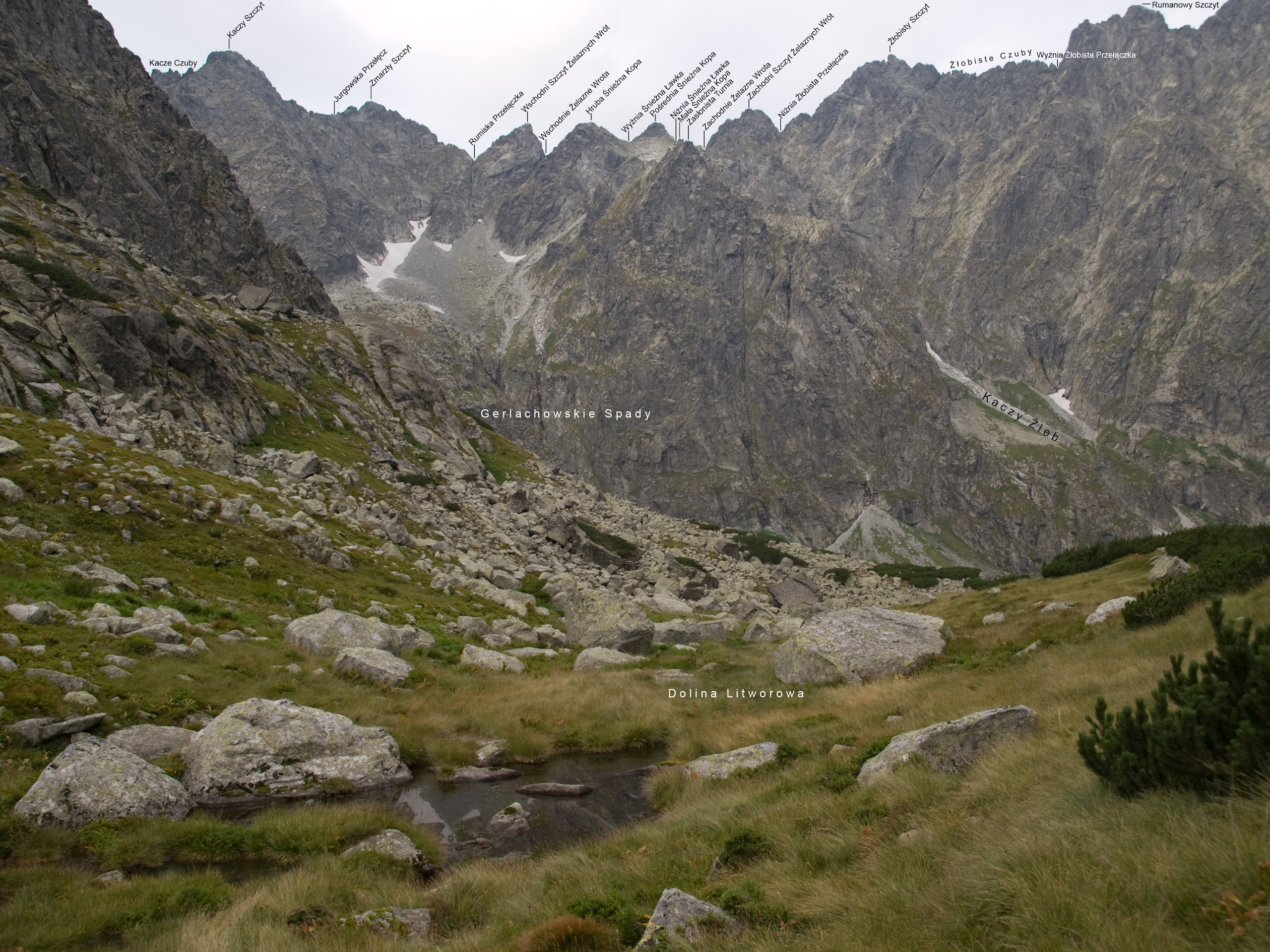
Widok od północy